# Золотой квадрат (городской массив)
Золотой квадрат — городской жилищный массив Алма-Аты, расположенный в границах улиц Желтоксан —  Сатпаева — Зенкова — Гоголя. Центр города, который сформировался в 1930—1970 годах. 

## История
Старый центр Алма-Аты постепенно смещался на запад города. Начиная с 1930-х годов велась застройка новых правительственных и жилых кварталов новой столицы Казахской ССР. Жилой массив в границах улиц Мира, Кирова, Карла Маркса и головного арыка предназначался для правительственных работников, деятелей науки, искусства и культуры. Для них был построен жилой комплекс, названный за расположение домов — «Косые дома». Постепенная застройка продолжалась вплоть до 70-х годов.
В 1941 году было завершено строительство здания Казахского театра оперы и балета имени Абая.
В 1969 году было закончено строительство здания Русского театра драмы имени Лермонтова.
В 1982 году был сооружён оздоровительный комплекс «Арасан».
В 2006 году были снесены «Косые дома».
В 2014 году началась разработка проекта реконструкции центральной части города. Сообщалось, что все исторические памятники останутся на своих местах. В рамках проекта пройдет реконструкция старых 3- и 4-этажных домов. Также в центре находятся ветхие одноэтажные дома, которые будут снесены. На их месте будут построены новые, но они не будут превышать 5 этажей в высоту.
В 2018 году началась глобальная программа по благоустройству улиц города, в рамках которой были реконструированы общественные пространства по улицам Назарбаева и Тулебаева.

## Достопримечательности
На территории городского массива расположено большое количество достопримечательностей и объектов культуры. В данном квадрате улиц находятся Казахский театр оперы и балета имени Абая и Русский театр драмы имени Лермонтова. Также здесь расположен оздоровительный комплекс Арасан, дом почётного гражданина города Верного Т. А. Головизина и музей Кунаева.

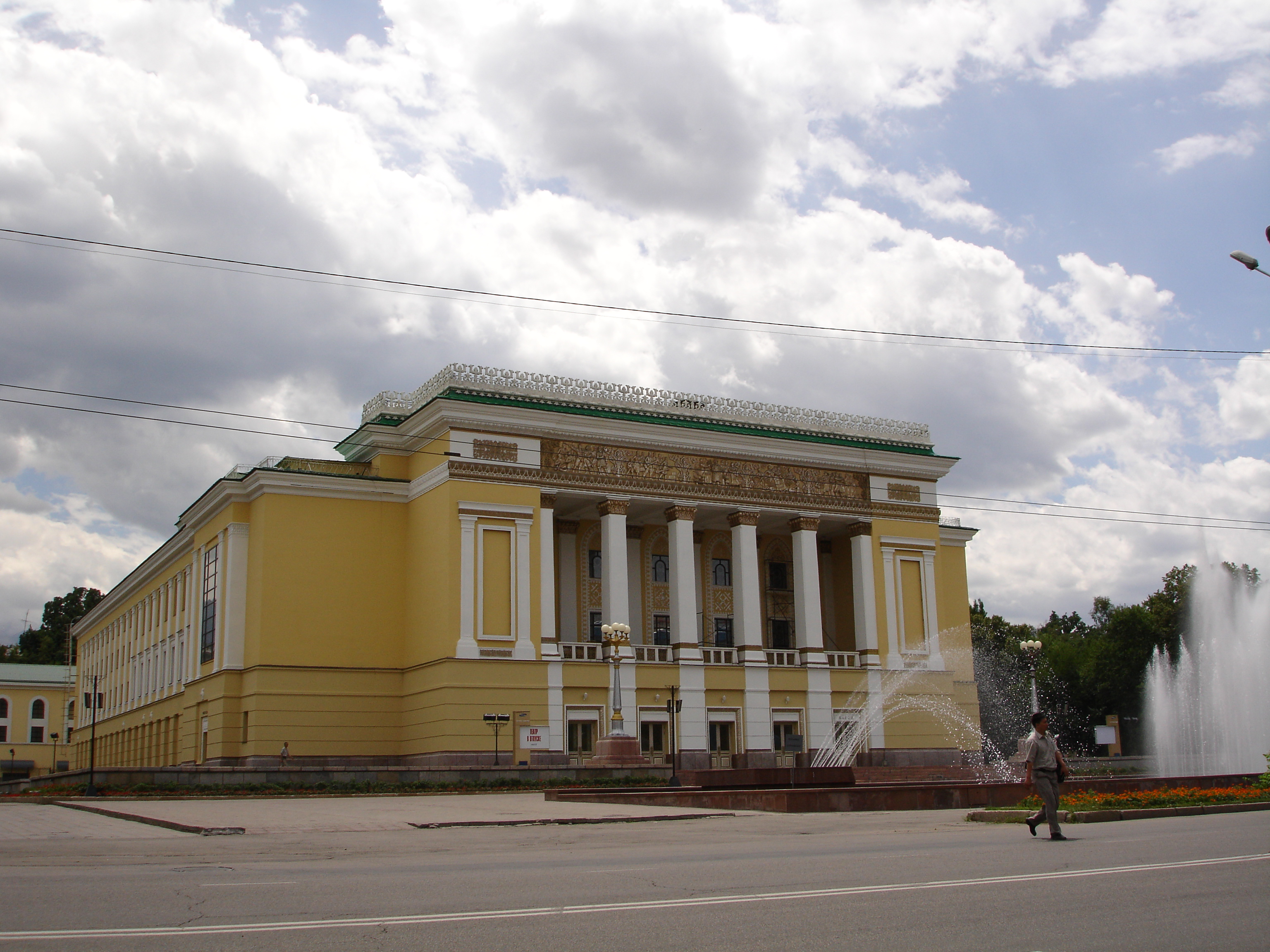
Театр оперы и балета им. Абая
Русский театр драмы им. Лермонтова
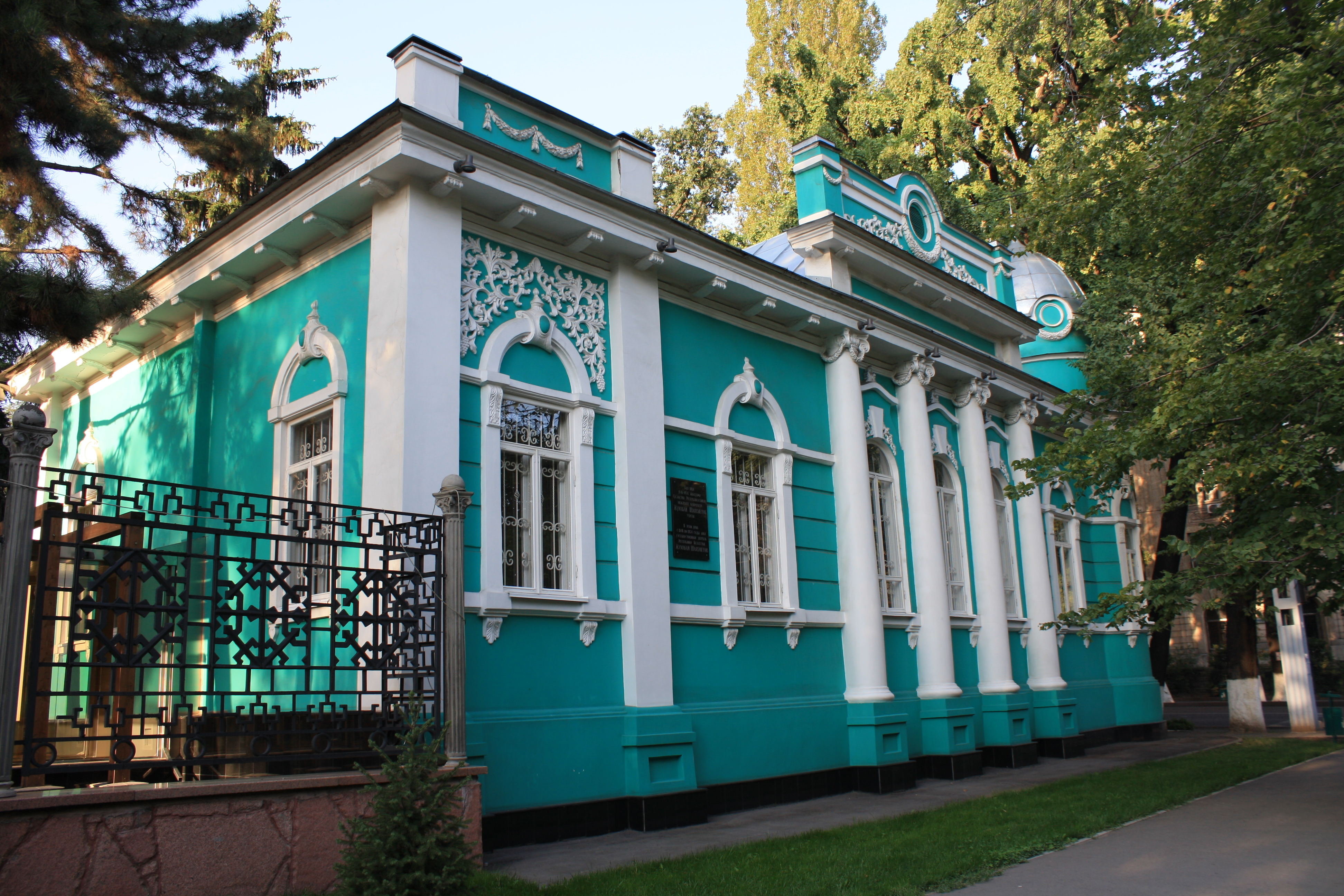
Дом почётного гражданина Головизина
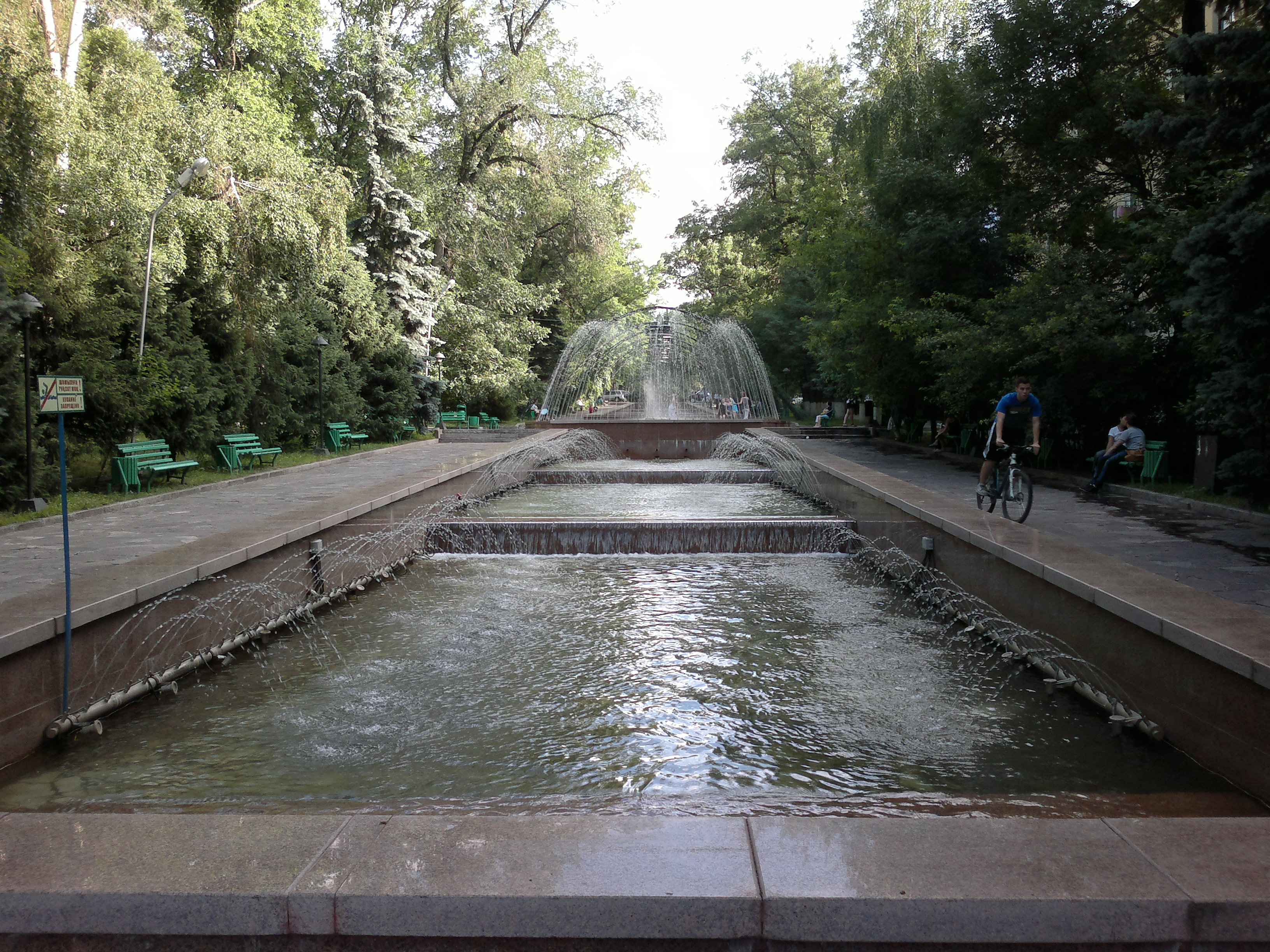
Фонтан «Неделька»